# Pterostylis alata
Pterostylis alata är en orkidéart som först beskrevs av Jacques-Julien Houtou de La Billardière, och fick sitt nu gällande namn av Heinrich Gustav Reichenbach. Pterostylis alata ingår i släktet Pterostylis och familjen orkidéer. Inga underarter finns listade i Catalogue of Life.